# 続善隣国宝記
続善隣国宝記（ぞくぜんりんこくほうき）は、江戸時代に編纂された外交文書集。室町時代に編纂された『善隣国宝記』の継承する意味を有した書名と考えられている。ただし、内容の異なる3系統の同名書が存在する上、その派生とも言われている続善隣国宝外記・善隣国宝別記の2種類の外交文書集も存在している。

## 概要
まず、『続群書類従』に収められている2種の続善隣国宝記がある。ともに本来は同一題名（「続善隣国宝記」）であるが、雑部所収のものには「続善隣国宝記」、拾遺部所収のものには改めて「善隣国宝後記」と命名された。前者は『史籍集覧』（21）にも所収されたもっとも一般的なもので、天明4年（1784年）の久保泰亨による識語が記されている。久保は京都の村井敬義が所持していた2冊本から隣交と関係が薄いと思われる文書を削除して編纂したもので、元の原本（2冊本）は対馬の以酊庵関係者の手によるものではないかと推測している。文明5年（1473年/明:成化5年）から寛文12年（1672年）までに出された往復文書69通を所収し、対象国も明や朝鮮、琉球のみならずノビスパン（イスパニア領）や澳門（ポルトガル領）などのヨーロッパとの外交文書も含まれている。後者は宝永辛卯孟陬（＝宝永8年1月/1711年）・松隠玄棟編集と記されている（松隠玄棟は元禄年間に以酊庵に朝鮮修文職として派遣されていた）。天正18年（1590年）から天和2年（1682年）までの12回にわたって日本（江戸幕府・対馬藩宗氏など）と朝鮮（朝鮮国王・朝鮮通信使など）で交された往復文書が収められている。日朝関係の外交文書に限定されており、他の諸本とは全く別の系統に属している。もう1つは神宮文庫に写本が所蔵されていた著者不明の本で年代も下限の文書が収められた享保4年（1716年）以後としか判明していない。永享4年（1432年）から享保4年（1716年）までの外交文書を所収しているが、前述の2種と共通する文書が多い。特に前者とは重複文書や体裁が類似しており、元は同一系統であった可能性があるとされる。
また、これらの派生と考えられる本として続善隣国宝外記・善隣国宝別記が存在する。前者は『続群書類従』雑部・『史籍集覧』（21）に所収されており、文明5年（1473年）から延宝3年（1675年）までに出された往復文書26通を所収している。このうち18通が久保泰亨編纂の「続善隣国宝記」と文章が重複し、なおかつ同識語で久保が削除したことを明らかにした文書の題名と同一の文書が所収されている例もある。このため、久保泰亨が編纂の元にした同じ原本あるいはその祖本から別の人物が編纂したものとも考えられている。後者が『群書類従』雑部補遺に所収されているもので、久保泰亨が用いた原本の元の所有者であった村井敬義が天明4年（1784年）に神宮林崎文庫へ奉納したもので、注記も久保編纂のものと共通する部分が多いことから同一原本から編纂したと考えられている。文明4年（1472年）から明暦元年（1655年）までの外交文書が所収されているが、外交文書自体よりも交渉の際に贈答された詩文などを重点的に採録しているのが特徴である。